# Dorothee Piermont
Dorothee Piermont (Strasburgo, 27 febbraio 1943) è una politica tedesca, esponente di Alleanza 90/I Verdi ed europarlamentare dal 1984 al 1987 e nuovamente dal 1989 al 1994.

## Biografia

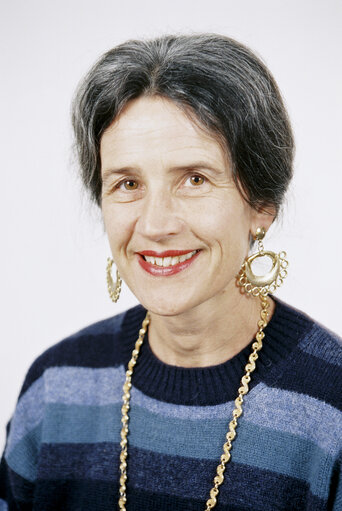
Dorothee Piermont

Dopo il diploma di scuola superiore, Dorothee Piermont studiò filologia francese e italiana e musicologia, conseguendo un dottorato. Lavorò successivamente come docente presso l'Università Sorbonne Nouvelle e l'Università di Bielefeld e fu consulente per la Conferenza dei Rettori della Germania Ovest. Divenne comproprietaria, insieme al marito, di una libreria a Offenburg specializzata in letteratura francese e divenne madre di un figlio.
Inizialmente fu attiva con il Partito Socialista Unificato francese e, alla fine degli anni settanta, anche con il Mouvement de Libération des Femmes e con organizzazioni antimilitariste. Organizzò una conferenza mondiale a New York chiamata Radiation Victims Conference e prese parte a proteste antinucleari nella Polinesia francese e in Nuova Caledonia, ottenendo da parte della Francia il divieto di ingresso in quei territori; nel 1995, la Corte europea dei diritti dell'uomo diede ragione a Dorothee Piermont, riconoscendo il gesto come una violazione del diritto di riunione e della libertà di parola.
A febbraio del 1983 si unì al partito dei Verdi. L'anno seguente si candidò con successo al Parlamento europeo, venendo eletta. Rassegnò le dimissioni il 28 febbraio 1987, in conformità con la rotazione adottata dai Verdi, che lasciavano a metà mandato per consentire ai colleghi non eletti di approdare al Parlamento europeo; Dorothee Piermont e Frank Schwalba-Hoth furono gli unici due europarlamentari verdi, tra i sette tedeschi, a rispettare tale regola.
In occasione delle europee del 1989, venne rieletta e questa volta prestò servizio per un mandato completo. Per i primi due mesi fu membro del Gruppo Verde, poi lasciò il partito dei Verdi e il gruppo parlamentare, aderendo al Gruppo Arcobaleno. Fu membro della commissione politica e della commissione per le libertà pubbliche e gli affari interni.
Dopo la fine della sua carriera politica, tornò a svolgere il mestiere di negoziante. Nella tornata elettorale del 1998 si candidò infruttuosamente al Bundestag nella lista del PDS.
Nel 2018 fu tra i promotori di un'iniziativa volta ad abolire la regola del comune di Monaco di Baviera che non consentiva la posa di pietre d'inciampo sul suolo pubblico.